# Zanthoxylum americanum
Zanthoxylum americanum, és una espècie d'arbust o arbret aromàtic que és planta nativa dels Estats Units i el Canadà. És l'espècie de rutàcia que viu més al nord. Pot arribar a fer 10 m d'alt.
Originàriament aquesta espècie va ser descrita per Philip Miller el 1768, Zanthoxylum americanum és l'espècie tipus del gènere Zanthoxylum.

## Imatges

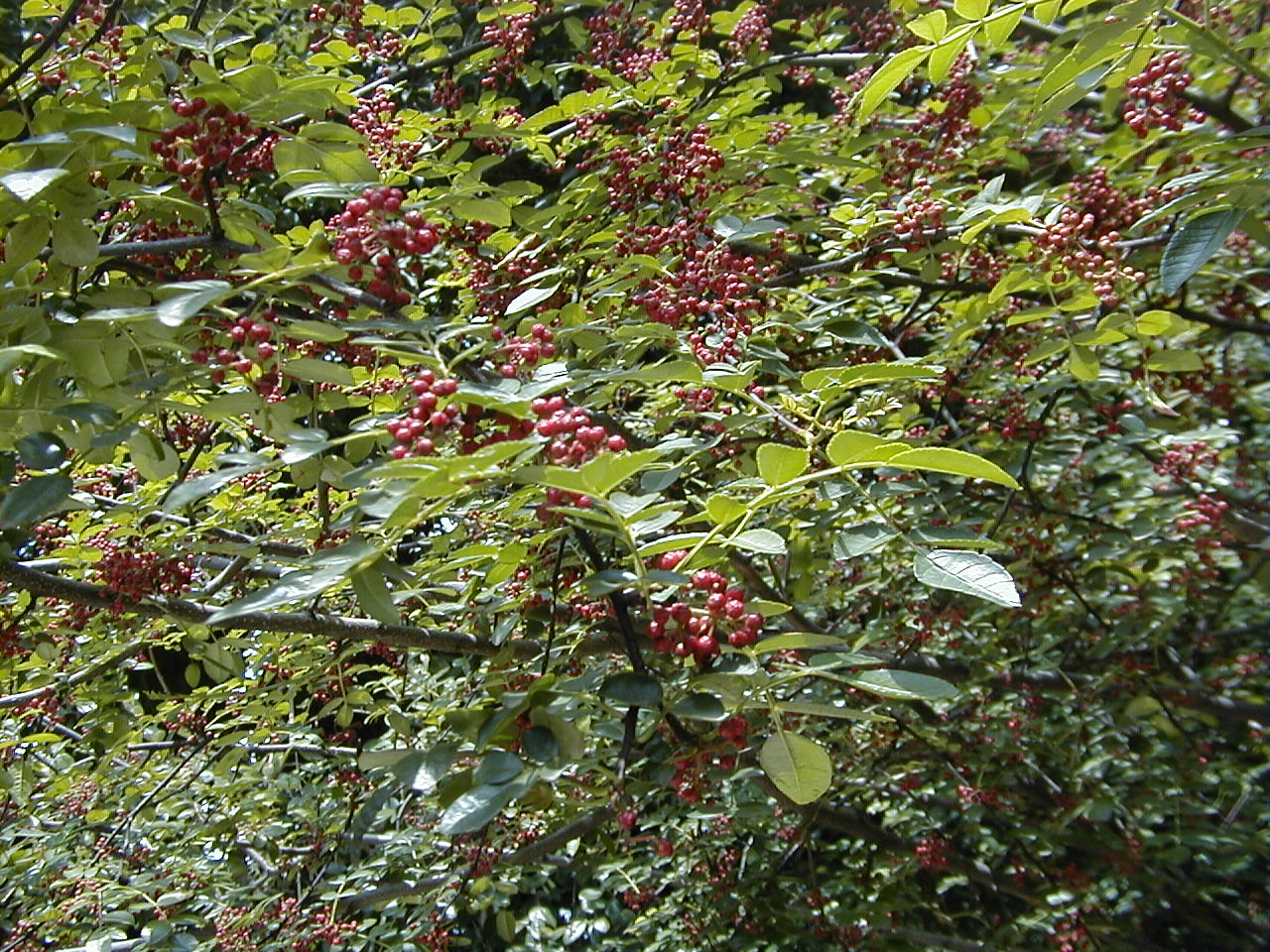
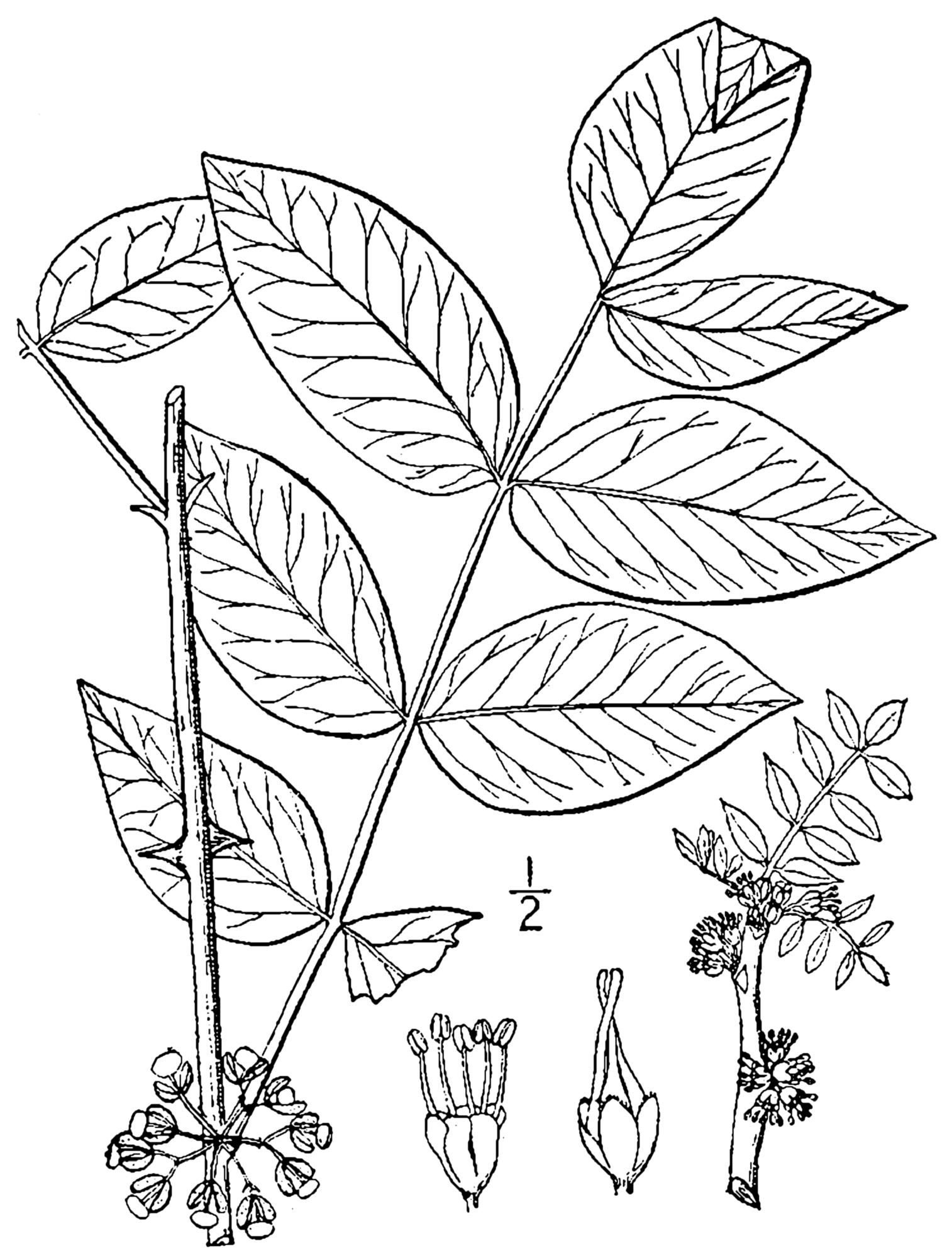